# スロウダイヴ
スロウダイヴ（Slowdive）は、イングランドのオルタナティヴ・ロック・バンド。フィードバック・ノイズを用いたシューゲイザーと呼ばれるサウンド・スタイルを持つ代表的なバンドとして知られている。

## 来歴
1989年にイングランドのレディングにて、学校の友人だったニール・ハルステッドとレイチェル・ゴスウェルが中心となって結成する。2人の他にニック・チャップリンとエイドリアン・セルがメンバーとなる。バンド名はメンバーの夢から来ている。
1990年にクリスチャン・セイヴィルが加入、セルが大学へ行くために脱退し、代わりにサイモン・スコットが加入する。同年、クリエイションよりファースト・EP『Slowdive』をリリース。続けて『Morningrise』と『Holding Our Breath』の2枚のEPをリリースした。1991年にデビュー・アルバム『ジャスト・フォー・ア・デイ』をリリースする。1992年、3枚のシングルの中からアルバム未収録曲を集めた編集盤『ブルー・デイ』がリリースされる。
1993年にEP『Outside Your Room EP』をリリースし、続けてセカンド・アルバム『スーヴラク』をリリースする。この作品では2曲にブライアン・イーノが参加している。同年に全編打ち込みを用いた『5 EP』と、リミックス盤の『5 EP (In Mind Remixes)』をリリースする。1994年にサイモンが脱退し、イアン・マカッチョンが加入する。1995年にそれまでとは異なるミニマルな音作りのサード・アルバム『ピグマリオン』をリリースした後、バンドは解散。

### 解散後
その後、ハルステッドとゴスウェル、マカッチョンの3人はモハーヴィ3を結成する。ハルステッドは2002年にファースト・ソロ・アルバム『Sleeping on Roads』でソロ・デビューを果たす。ゴスウェルも2004年にソロ・アルバム『Waves Are Universal』をリリースしている。マカッチョンも自身のバンド、ザ・ルース・サルートで活動している。セイヴィルは以前結成し、休止状態だったモンスター・ムーヴィーを再始動させ、スコットはロウゴールド、インナー・スリーヴを経て、テレヴァイズのメンバーとして活動、ソロのエレクトロニックミュージシャンとしても作品を発表するなど旺盛に活動。

### 再結成
2014年1月28日、同年に開設されたバンドのtwitter上で、スペインのバルセロナで行われるロック・フェスティバルである、プリマヴェーラ・サウンドに向けて再結成したことを発表。ヨーロッパや北米でもツアーを行い、7月にはフジロック・フェスティバルで初来日。
2017年5月5日、22年ぶりとなる4枚目のアルバム『スロウダイヴ』をデッド・オーシャンズよりリリース。自身最高となる全英16位、全米50位を記録した。

## メンバー

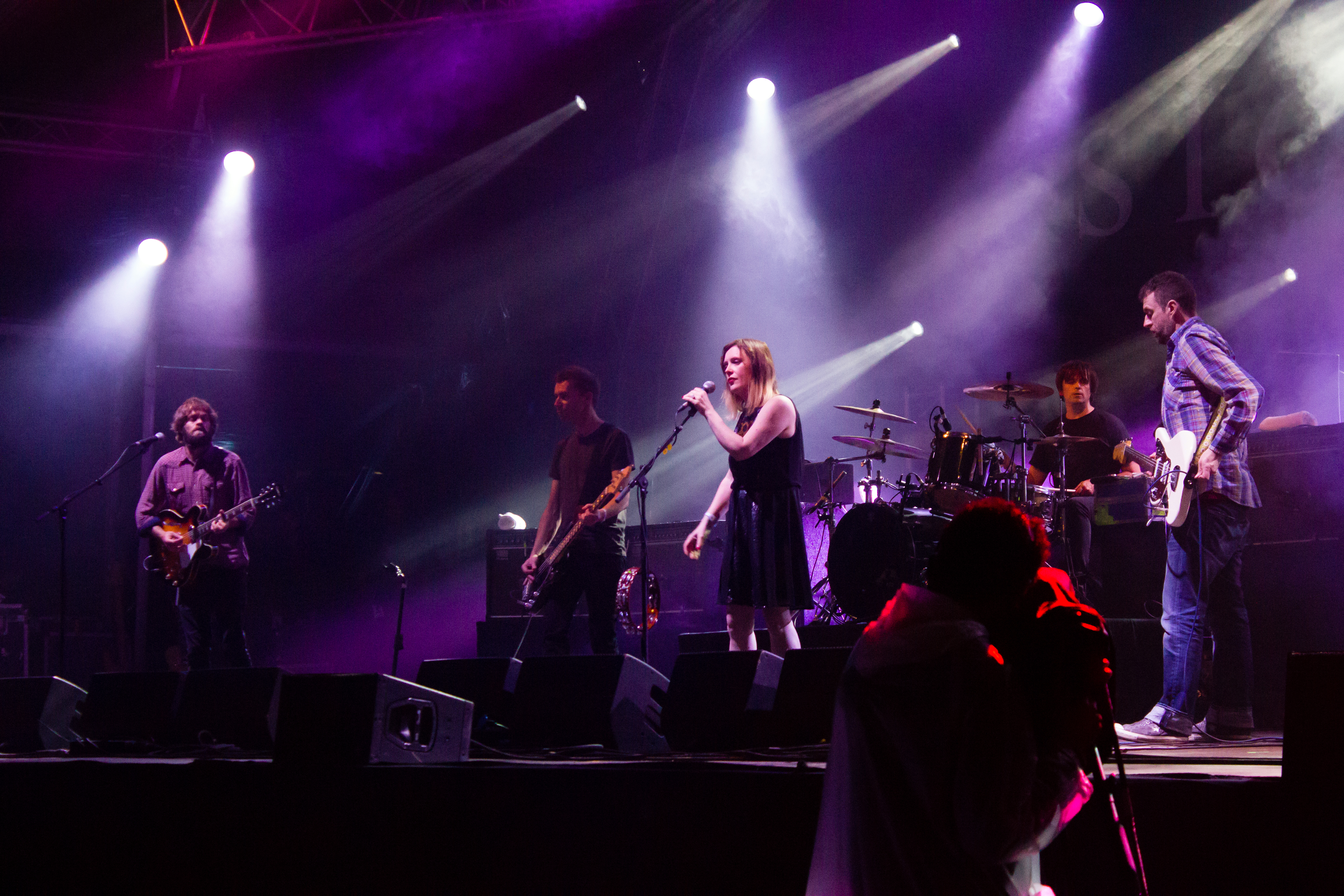
プリマヴェーラ・サウンドでのライヴ（2014年）

- ニール・ハルステッド（Neil Halstead） - ボーカル、ギター
- レイチェル・ゴスウェル（Rachel Goswell） - ボーカル、ギター
- クリスチャン・セイヴィル（Christian Savill） - ギター
- ニック・チャップリン（Nick Chaplin） - ベース
- サイモン・スコット（Simon Scott） - ドラムス

### 旧メンバー
- イアン・マカッチョン（Ian McCutcheon） - ドラムス
- エイドリアン・セル（Adrian Sell） - ドラムス

## ディスコグラフィ

### スタジオ・アルバム
- 『ジャスト・フォー・ア・デイ』 - Just for a Day (1991年)
- 『スーヴラク』 - Souvlaki (1993年)
- 『ピグマリオン』 - Pygmalion (1995年)
- 『スロウダイヴ』 - Slowdive (2017年)
- everything is alive (2023年)

### コンピレーション・アルバム
- 『ブルー・デイ』 - Blue Day (1992年)
- Catch the Breeze (2004年)
- The Shining Breeze: The Slowdive Anthology (2010年)

### EP
- Slowdive (1990年)
- Morningrise (1991年)
- Holding Our Breath (1991年)
- Outside Your Room EP (1993年)
- 5 EP (1993年)

### シングル
- "Catch the Breeze" (1991年)
- "Beach Song" (1992年)
- "Star Roving" (2017年)
- "Sugar for the Pill" (2017年)